# U-1011
U-1011 je bila nedokončana vojaška podmornica razreda VIIC/41 nemške Kriegsmarine med drugo svetovno vojno.

## Zgodovina
23. marca 1942 so naročili gradnjo podmornice, katera se je pričela 12. marca 1943. 25. julija istega leta je bila poškodovana med britanskim letalskim napadom, na kar pa so 25. julija 1944 preklicali popravilo in nadaljnjo gradnjo.

## Tehnični podatki
{{subst:Tip-}}